# Wharton School of the University of Pennsylvania
La Wharton School of the University of Pennsylvania è una business school fondata nel 1881 da Joseph Wharton. La Wharton School è la più antica business school universitaria del mondo quale la University of Pennsylvania.
La Wharton School è la business school che ha prodotto il più alto numero di miliardari negli Stati Uniti.

## Struttura
La Wharton School offre programmi di laurea per Undergraduate (equivalenti ai corsi universitari) e post-graduate (master e dottorati o Ph.D.). 

La scuola ospita circa 2.340 matricole, 1690 iscritti al Master in Business Administration e 200 dottorandi. Ha un network di oltre 81.000 ex alunni formato con strutture in 140 paesi nel mondo.
L’Università di Pennsylvania, che comprende la Wharton School, appartiene alla cosiddetta Ivy League, o le "Ancient Eight", titolo che accomuna le 8 più prestigiose ed elitarie università degli Stati Uniti.
È considerata una delle migliori e più prestigiose università al mondo nel campo economico-manageriale insieme ad Harvard e Berkeley e la migliore laurea undergraduate in management al mondo.
È una delle scuole che organizzano corsi online (MOOC) su Coursera.